# Les Motse
Les Motse är ett svenskt folksoulband bestående av Anders Eklund och Jonas Lundkvist.
Musiken är en blandning av folkmusik, soul och visa afropop och funk.
Les motse bildades av André Orefjärd och Anders Eklund 2003. Under flera års tid (2003-10)  arbetade de fram det afropopfunk inspirerade albumet Jouez avec Les Motse som släpptes i april 2010.
Ur det loungeaktiga sound som funnits på André Orefjärds eget självbetitlade album; Refreshment of thoughts, föddes viljan att blanda detta med den mer vispoporienterade musik som signerades  Anders Eklund.
Samarbetet resulterade också i ett antal framträdanden på Stockholms klubbscener. Bland annat på gamla Lydmar och Sturecompagniet.
Under 2010 startade samarbetet mellan Jonas Lundkvist och Anders Eklund. Detta har hittills resulterat i singeln Mitt i Stockholm och låten Vem kan vara som vi som blev huvudlåt i Aftonbladets kampanj Vi gillar olika.Den släpptes 29 november 2010 på skivbolaget Cosmos Music Group. Under 2011 kom Les Motse med singeln DU även denna släpptes via Cosmos Music Group.
Onsdagen den 22/9 sändes en intervju med Les Motse på P3 Lab där de nya låtarna "Mitt i Stockholm" och "Vem kan vara som vi" spelades tillsammans med visan "Allt du inte vill" där bland annat Jeppe Körsbär (Kaah, SLS-Swedish Love Story, "Cherry" internationellt) och Salem Al Fakir medverkar.

## Diskografi

### Album
| Release date | Title                |
| ------------ | -------------------- |
| 2010         | Jouez avec Les Motse |

### Singlar
- Vasagatan - Baiyana 2006
- Det är vad jag vill - Baiyana 2006
- Du och dina vänner - Baiyana 2006
- Rikki tikki tavi - Baiyana 2006
- Mitt i Stockholm - Steadysession 2010
- Reser ikväll - ur albumet ”Stort Hjärta” samarbete med Daltone 2010
- Vem kan vara som vi - Steadysession 2010
- Washaway - Pawel Kobak feat Emma, text Les Motse 2011
- Du - Steadysession 2011